# Radeon HD

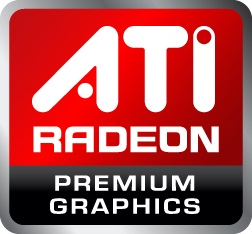
Logo ATI Radeon presente hasta la serie HD 5000

La serie Radeon HD es la generación de tarjetas gráficas del fabricante ATI Technologies, que nació como continuación de la línea de modelos Radeon X y la primera diseñada después de la absorción de ATI por parte de AMD. Esta gama está dirigida principalmente al sector de chips gráficos dedicados, integrados y móviles.
A finales del 2010, AMD, de la cual ATI es filial, anunció que desde la Serie Radeon HD 6000, se reemplazará la marca ATI por AMD para ayudar a impulsar las plataformas AMD Vision y AMD Fusion.

## Evolución

### Serie HD 2000 (R600)
- ATI Radeon HD 2300 (RV610)
- ATI Radeon HD 2400 Pro (RV610)
- ATI Radeon HD 2400 XT (RV610)
- ATI Radeon HD 2600 Pro (RV630)
- ATI Radeon HD 2600 XT (RV630)
- ATI Radeon HD 2900 GT (R600GT)
- ATI Radeon HD 2900 Pro (R600PRO)
- ATI Radeon HD 2900 XT (R600XT)

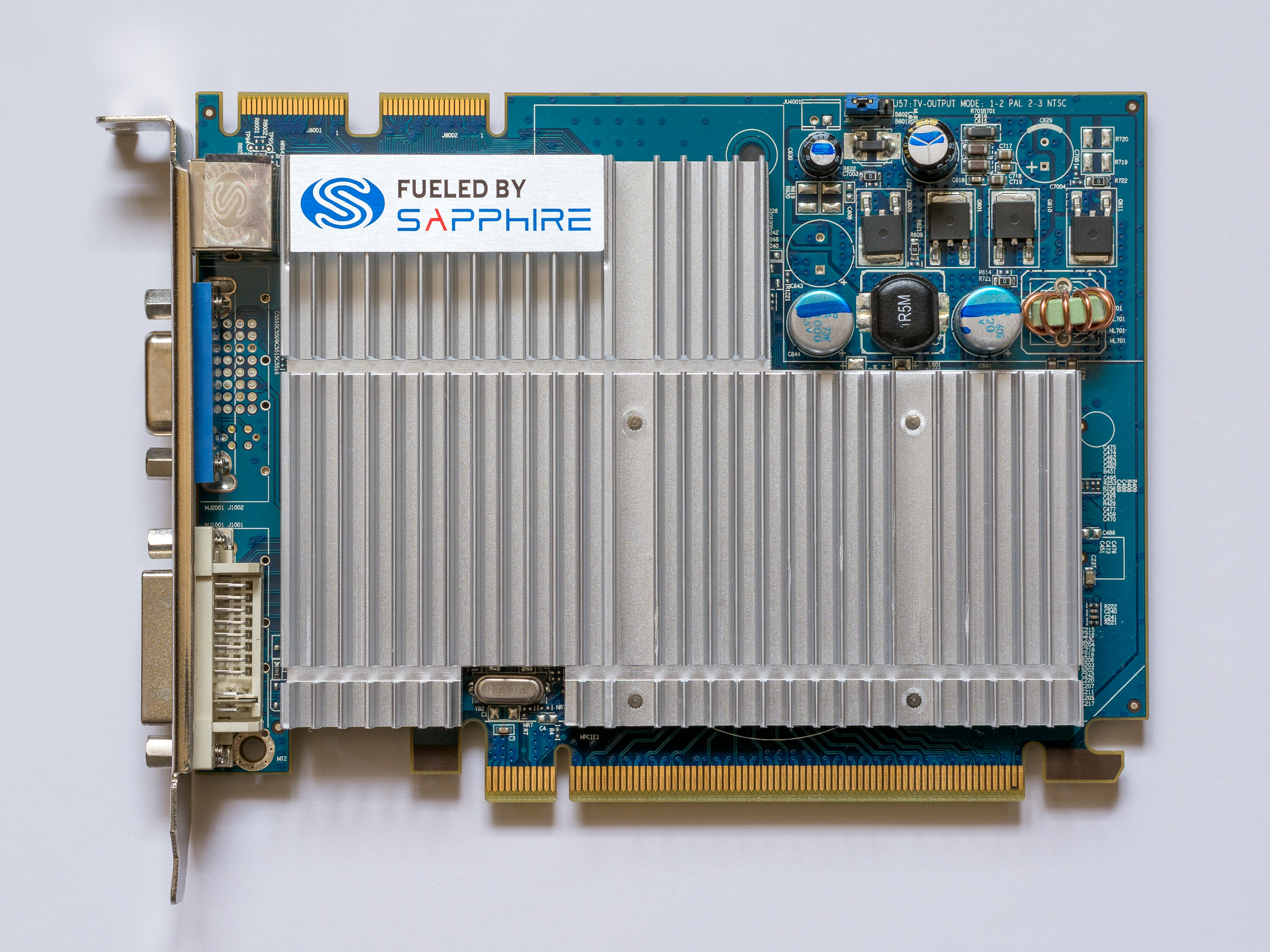
ATI Radeon HD 2400 XT.

La primera GPU HD series fue la HD 2900 XT (R600), Lanzada en mayo del 2007. Esta tarjeta fue el primer lanzamiento después de que AMD comprara a ATI. Sus características y especificaciones destacaban por tener 320 Stream Processors (Comparado a los 128 de su competencia directa en ese momento, la GeForce 8800 GTX); fue la primera vga del mercado en tener una interfaz de memoria de 512 bits, ancho de banda de memoria de 106 Gb/seg, pero no cumplió con las expectativas, siendo lanzada más de medio año después de las GeForce 8800 Series. No fue capaz de competir mano a mano con sus competidores directos. Ofrece compatibilidad total con DirectX 10, Ultra dispatcher processor, UVD (Unified Video Decoding) -esta característica sólo estuvo presente en las HD 2xxx que salieron posteriormente-, HDMI, AVIVO HD. Evidentemente, estas gráficas están perfectamente preparadas para el contenido en alta definición, y son capaces de reproducir Blu-Ray y HD DVD en resoluciones FullHD.

### Serie HD 3000 (R600)
- ATI Radeon HD 3450 (RV620 LE)
- ATI Radeon HD 3470 (RV620 PRO)
- ATI Radeon HD 3600 (RV630 PRO)
- ATI Radeon HD 3650 (RV635 PRO)

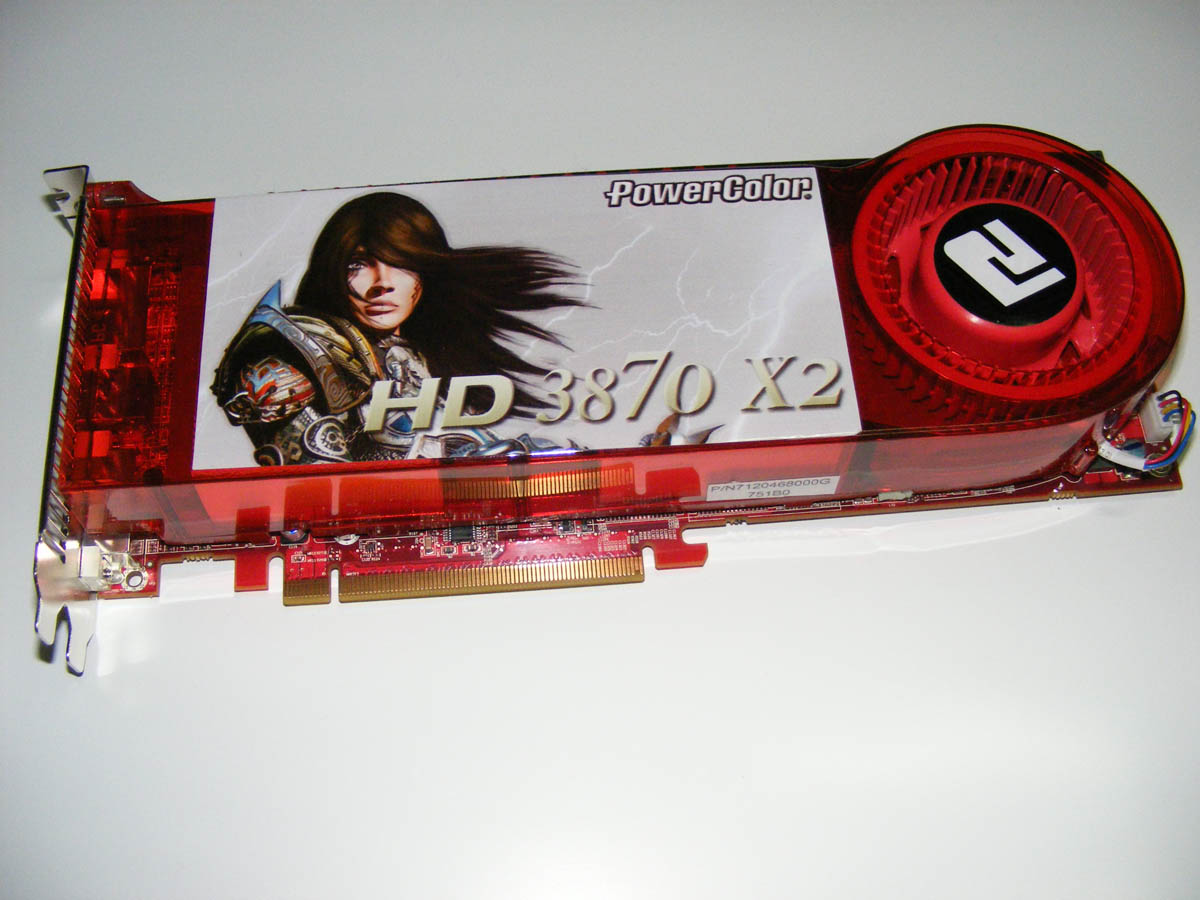
ATI Radeon HD 3870 X2.

- ATI Radeon HD 3690/3830 (RV670 PRO)
- ATI Radeon HD 3850 (RV670 PRO)
- ATI Radeon HD 3870 (RV670 XT)
- ATI Radeon HD 3850 X2 (RV670 PRO)
- ATI Radeon HD 3870 X2 (R680)

El 15 de noviembre de 2007 sería lanzada la familia HD 3000 Series, la cual ofrece como novedad compatibilidad total con DirectX 10.1, además del estándar PCI-Express 2.0. El tope de línea de esta serie fue la HD 3870X2, la cual se presenta como la primera solución dual (2 núcleos RV670) por parte de AMD/ATI para el segmento High End. Esta tarjeta está fabricada en 55nm, lo que conlleva a la disminución de la temperatura y de consumo energético, además de mejorar el proceso de trabajo e insertar una mayor cantidad de transistores en un espacio más reducido (aumento de la densidad) es por esto que de los 700 millones de transistores del R600, ahora el RV670 ofrece 666 millones de transistores y, en este caso, incrementándose al doble, 1330 millones de transistores, para el caso de la Radeon HD 3870 X2. Además fue la primera tarjeta de vídeo en tener 1 Tera FLOPS de Poder de Cómputo, en comparación a su competencia directa, la GeForce 8800 Ultra, la cual posee 576 GigaFlops. Otras tecnologías soportadas son CrossfireX, PowerPlay, además de las que ofrece las HD 2000 Series.
A principios de 2008 es lanzada una versión de la HD 3850 para el puerto AGP, con frecuencias similares a la versión de PCI-Express. Es la tarjeta gráfica más potente para este puerto.

### Serie HD 4000 (R700)
- ATI Radeon HD 4350 (RV710)
- ATI Radeon HD 4550 (RV710)
- ATI Radeon HD 4650 (RV730 PRO)
- ATI Radeon HD 4670 (RV730 XT)
- ATI Radeon HD 4730 (RV770 CE)
- ATI Radeon HD 4770 (RV740)
- ATI Radeon HD 4830 (RV770 LE)
- ATI Radeon HD 4850 (RV770 PRO)
- ATI Radeon HD 4870 (RV770 XT)
- ATI Radeon HD 4890 (RV790 XT)
- ATI Radeon HD 4850 X2 (R700)
- ATI Radeon HD 4870 X2 (R700)

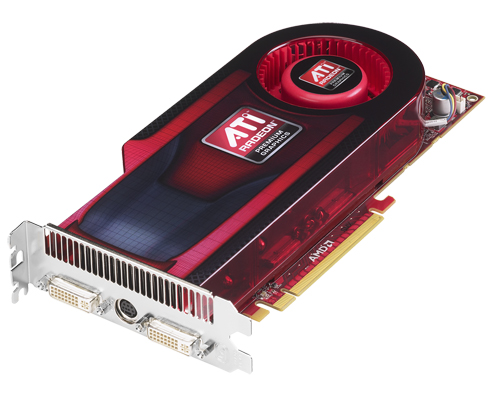
ATI Radeon HD 4890.

En junio de 2008 se lanzó al mercado las HD 4800 Series (RV770). Los 2 primeros productos fueron la HD4870 y la HD4850, las cuales compartían el mismo núcleo con 800 Stream Processor, pero la HD4870 ofrecía una mayor frecuencia en el núcleo y memorias GDDR5, siendo la primera tarjeta de vídeo en tener este tipo de memorias. Las ventajas de usar memorias GDDR5 radica en las mayores frecuencias con un uso mínimo de voltaje, comparados con GDDR3/4 y, por consiguiente, pueden entrega un mayor ancho de banda. A su vez, al estar fabricadas bajo un proceso de manufactura reducido (55nm) pueden reducir su consumo y voltaje de operación. Por otra parte, incluyen características especiales como corrección de errores, tecnologías que hasta hace algunos años sólo se incorporaban en memorias para servidores. AMD dice que las memorias GDDR5 consigue una velocidad de 3.6 Ghz a 1.5v, y la HD 4850 trae memorias GDDR3 con una velocidad de 2.0 Ghz a 2.0 v. Las tecnologías que incluye esta familia son: compatibilidad total con DirectX 10.1, Soporte de físicas Havok, PCI Express 2.0, CrossFireX, Soporte Unified Video Decoder 2, HDMI, HDCP, ATI PowerPlay, etc. Sin duda, esta generación ha sido bastante exitosa, siendo la HD 4870X2 la tarjeta de vídeo tope de línea, la cual fue la tarjeta de vídeo más poderosa del mundo por un buen tiempo, hasta la llegada de la GeForce GTX 295 en enero del 2009. En abril salió al mercado la Radeon HD 4890 con características idénticas a una 4870 pero con cambios importantes en el uso de nuevo materiales en el núcleo gráfico que le permite alcanzar mayores frecuencias de trabajo.
En julio de 2009 el fabricante hongkonés HIS lanza una versión de la HD 4670 para el puerto AGP, siendo la última tarjeta gráfica lanzada para este puerto al día de hoy.

### Serie HD 5000 (Evergreen)
- ATI Radeon HD 5450 (Cedar PRO)
- ATI Radeon HD 5550 (Redwood LE)
- ATI Radeon HD 5570 (Redwood PRO)
- ATI Radeon HD 5670 (Redwood XT)
- ATI Radeon HD 5750 (Juniper PRO)
- ATI Radeon HD 5770 (Juniper XT)
- ATI Radeon HD 5830 (Cypress LE)
- ATI Radeon HD 5850 (Cypress PRO)
- ATI Radeon HD 5870 (Cypress XT)
- ATI Radeon HD 5970 (Hemlock XT).

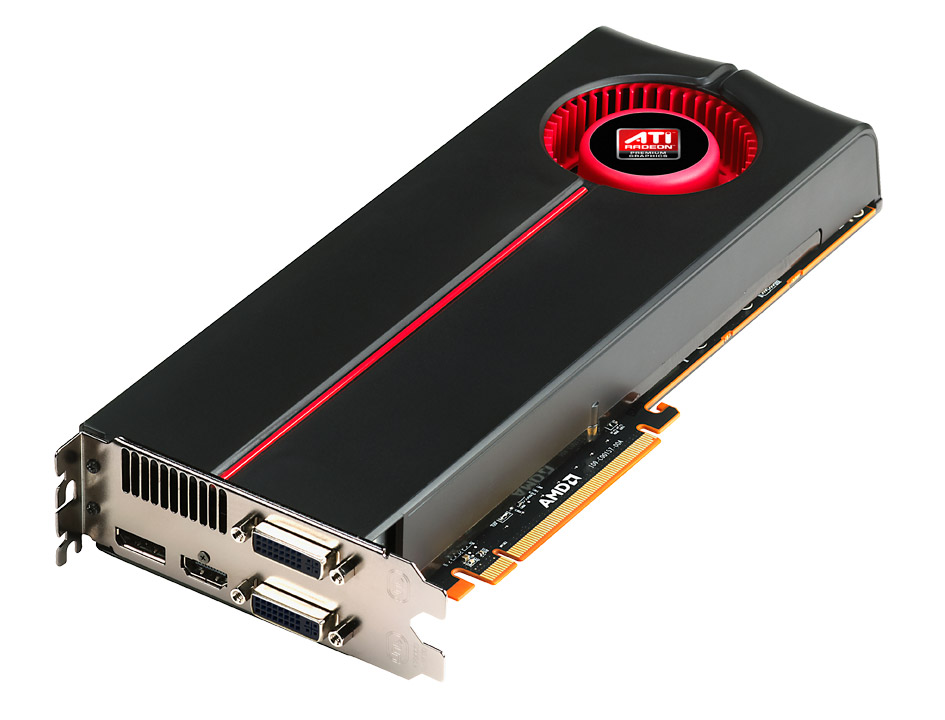
ATI Radeon HD 5870.

En septiembre del 2009 ATI lanza al mercado la serie HD 5000, quien tiene la característica de ser la primera GPU en soportar el nuevo estándar DirectX 11 de Microsoft para Windows 7.  Los primeros modelos en ser presentados fueron las tarjetas HD 5870 y HD 5850 que poseen un total de 1600 y 1440 shaders respectivamente, 80 unidades de textura y 32 ROPs y un total de 2,72 Teraflops en el caso de la 5870 y 2,4 Teraflop para la 5850 para cálculos de precisión única, con un proceso de fabricación de 40nm. Ambos modelos disponen de memorias GDDR5. El 13 de octubre de 2009 fueron presentados los modelos de gama media HD 5770 y HD 5750 con 800 y 720 shaders unificados respectivamente. El 11 de noviembre de 2009 fue presentado el modelo de más alta gama de ATI, la 5970, cuenta con doble chip de la serie 5870 y 2GB de memoria GDDR5 de 1GB, 3200 Shaders unificados y una potencia de cálculo sin precedentes hasta la fecha de 4,7 teraflops. Las gráficas de esta serie pueden contar hasta con 3200 unidades de procesamiento y 4300 millones de transistores. Estas gráficas destacan por su gran ancho de banda (Memoria GDDR5) que puede ir desde los 128 GB/S originales a velocidades superiores a los 170 GB/S mediante overclock, dependiendo de la frecuencia de reloj a la que estén sometidas. ATI además se caracteriza por ofrecer un panel de control, donde incluye la herramienta ATI Overdrive®, que permite cambiar las frecuencias de reloj de memoria, núcleo y otros detalles sin correr los típicos riesgos del overclock y obtener mejoras de porcentaje variable.

### Serie HD 6000 (Northern Islands)
- AMD Radeon HD 6370 (?)
- AMD Radeon HD 6450 (Caicos)
- AMD Radeon HD 6570 (Turks)
- AMD Radeon HD 6670 (Turks)
- AMD Radeon HD 6750 (Juniper PRO)
- AMD Radeon HD 6770 (Juniper XT)
- AMD Radeon HD 6790 (Barts LE)
- AMD Radeon HD 6850 (Barts Pro)
- AMD Radeon HD 6870 (Barts XT)
- AMD Radeon HD 6950 (Cayman Pro)
- AMD Radeon HD 6970 (Cayman XT)
- AMD Radeon HD 6990 (Antilles)

En octubre del 2010 AMD lanza al mercado la serie Radeon HD 6000, que coincide con la desaparición de ATI como marca de los productos Radeon. Los primeros modelos en ser presentados fueron las tarjetas de gama media Radeon HD 6870 (1120 shaders, 32 ROPs y 2,0 Tflops de poder de cálculo) y la Radeon HD 6850 (960 shaders, 32 ROPs y 1,5 Tflop de poder de cálculo) el 22 de octubre de 2010, luego se sumarían las tarjetas de gama alta Radeon HD 6970 (1536 shaders, 32 ROPs y 2,70 Tflop de poder de cálculo)  y la Radeon HD 6950 (1408 shaders, 32 ROPs y 2,25 Tflop de poder de cálculo) el 15 de diciembre de 2010. El 8 de marzo de 2011 fue presentado el modelo de más alta gama, la tarjeta de doble GPU Radeon HD 6990 (1536 x2 shaders, 32 x2 ROPs y 5,10 Tflop de poder de cálculo). La serie incorpora nuevas aplicaciones como el Morphological antialiasing, un tipo de antialiasing usado como postproceso con una penalización en el rendimiento menor que los métodos de MSAA Y SSAA, pudiendo ser utilizado también en juegos sin opción a los métodos de antialiasing clásicos y emulaciones

### Serie HD 7000 (Southern Islands)
- AMD Radeon HD 7750 (Cape Verde Pro)
- AMD Radeon HD 7770 (Cape Verde XT)
- AMD Radeon HD 7790 (Pitcairn LE)
- AMD Radeon HD 7850 (Pitcairn Pro)
- AMD Radeon HD 7870 (Pitcairn XT)
- AMD Radeon HD 7870xt (Tahiti LE)
- AMD Radeon HD 7950 (Tahiti Pro)
- AMD Radeon HD 7970 (Tahiti XT)
- AMD Radeon HD 7990 (New Zealand)

La serie Southern Islands, el nombre en clave de las HD 7000, se presentó el 22 de diciembre de 2011, lanzando primero las HD 7900 y posteriormente el resto. Estos modelos de gráfica vendrían a sustituir la extensa gama de modelos HD 6000. Tanto la gama alta (7900 Series) como la gama media (7800 y 7700 series) utilizara la nueva arquitectura Graphics Core Next a 28 nm, mientras los chips de gama baja estarán basados en GPUs a 40 nm existentes basados en la arquitectura VLIW4, los que serán renombrados para adaptarse a la nueva serie Radeon HD 7000: Radeon HD 7300 (Cedar, chip usado en las Radeon HD 5400), Radeon HD 7400 (Caicos, chip usado en las Radeon HD 6400), Radeon HD 7500/7600 (Turks, chip usado en las Radeon HD 6500/6600). Toda la gama utilizará el PCI Express 3.0, estando fabricadas por TSMC. La gama alta y media usará memorias GDDR5 siendo compatibles con la nueva tecnología DirectX 11.1.

### Serie HD 8000 (Sea Islands)
Estarán basadas en la arquitectura Graphics Core Next, la empleada también en la gama HD 7000. Incorporan características previstas para las HD 7000 que no fueron implementadas en dichos chips. Finalmente fueron reemplazadas por la serie R9 200.